# Отацилий Крас
Отацилий Крас (на латински: Otacilius Crassus) е офицер от Римската република през 1 век пр.н.е.
Произлиза от фамилията Отацилии, клон Крас. Той служи в армията на Помпей Велики. Той има командването на гард Лисус в Илирия и избива 220 войници на Юлий Цезар.